# Fahrgestell

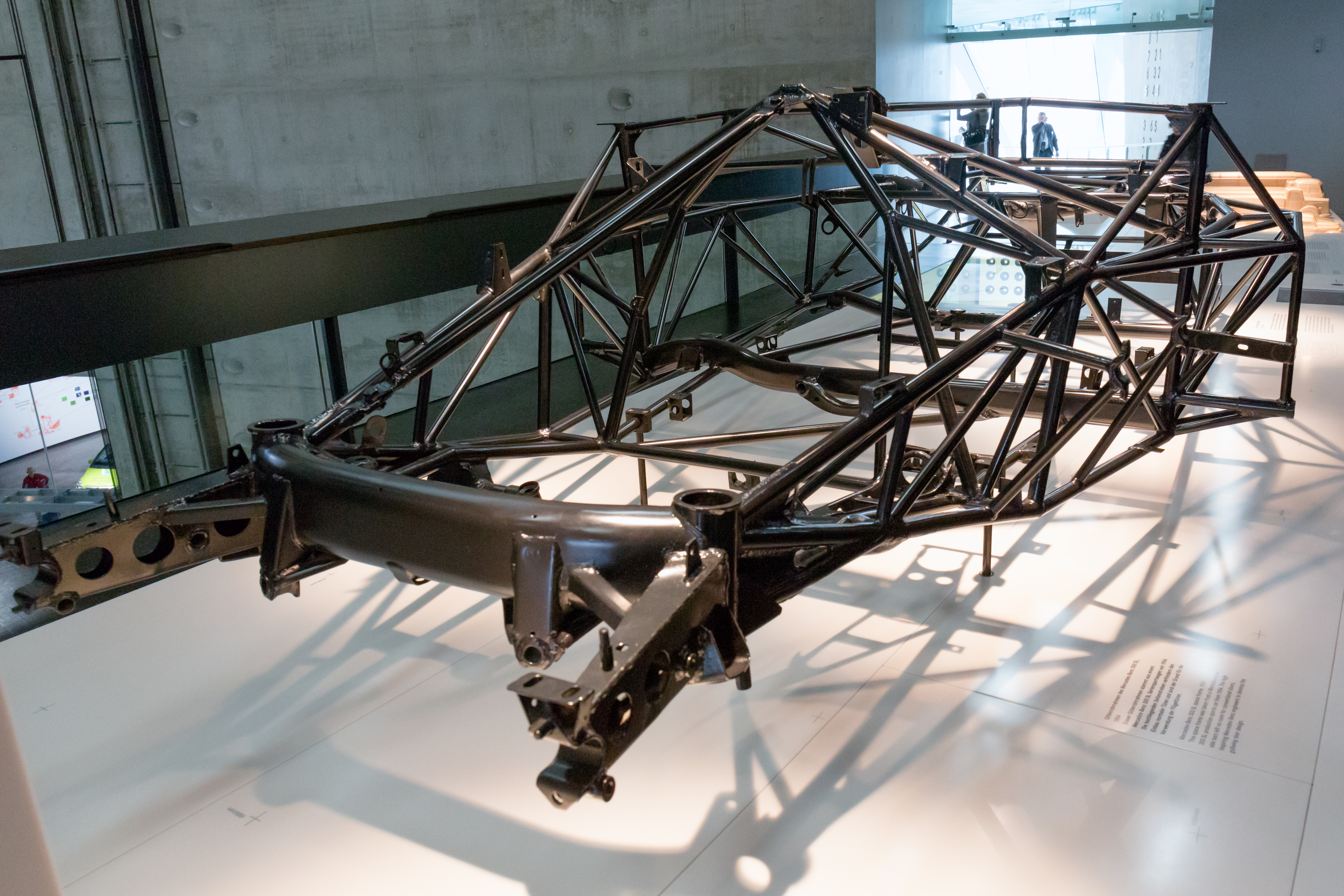
Gitterrahmen eines Mercedes-Benz 300 SL Coupé mit Flügeltüren

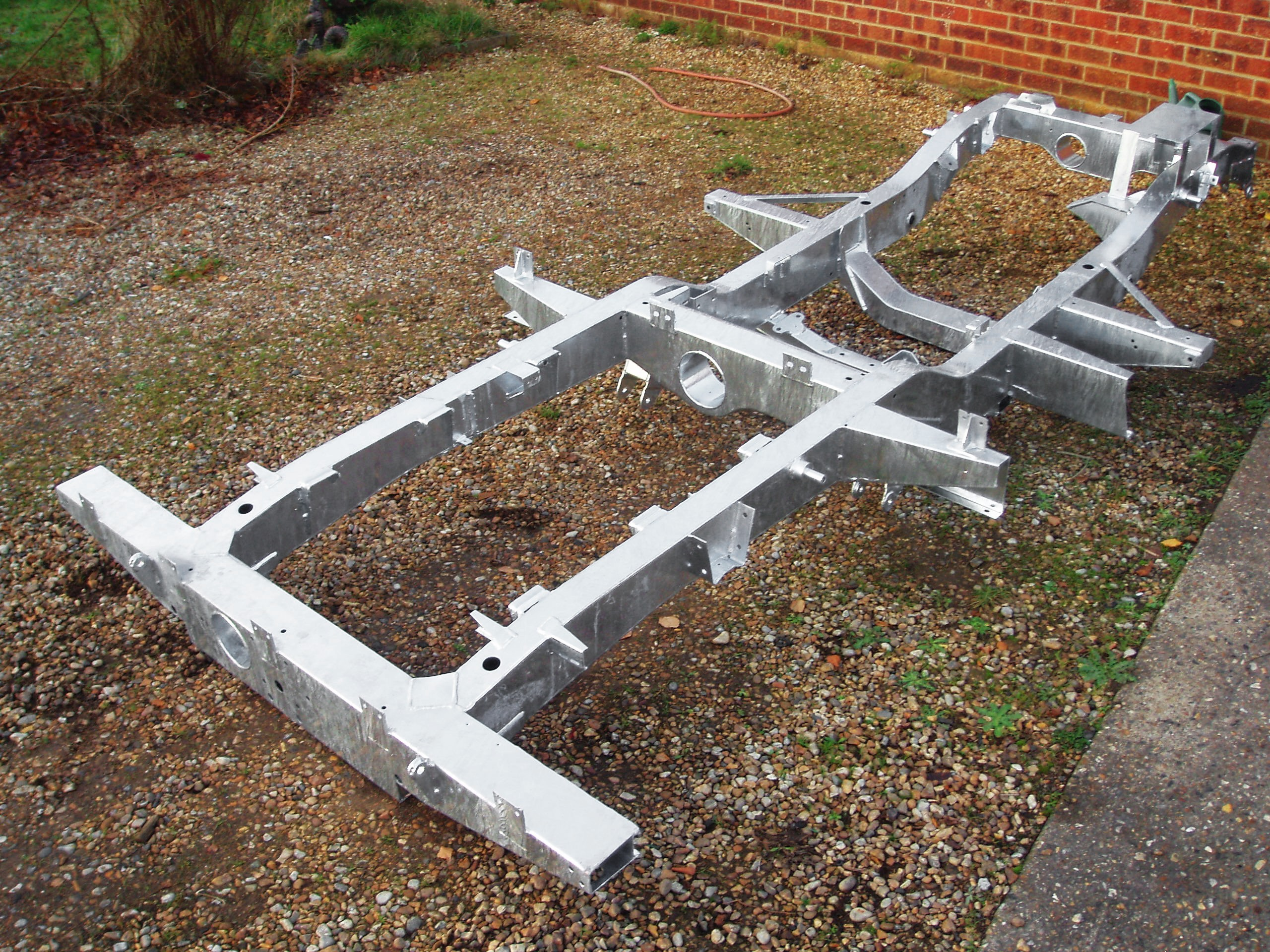
Kastenrahmen eines Land Rover

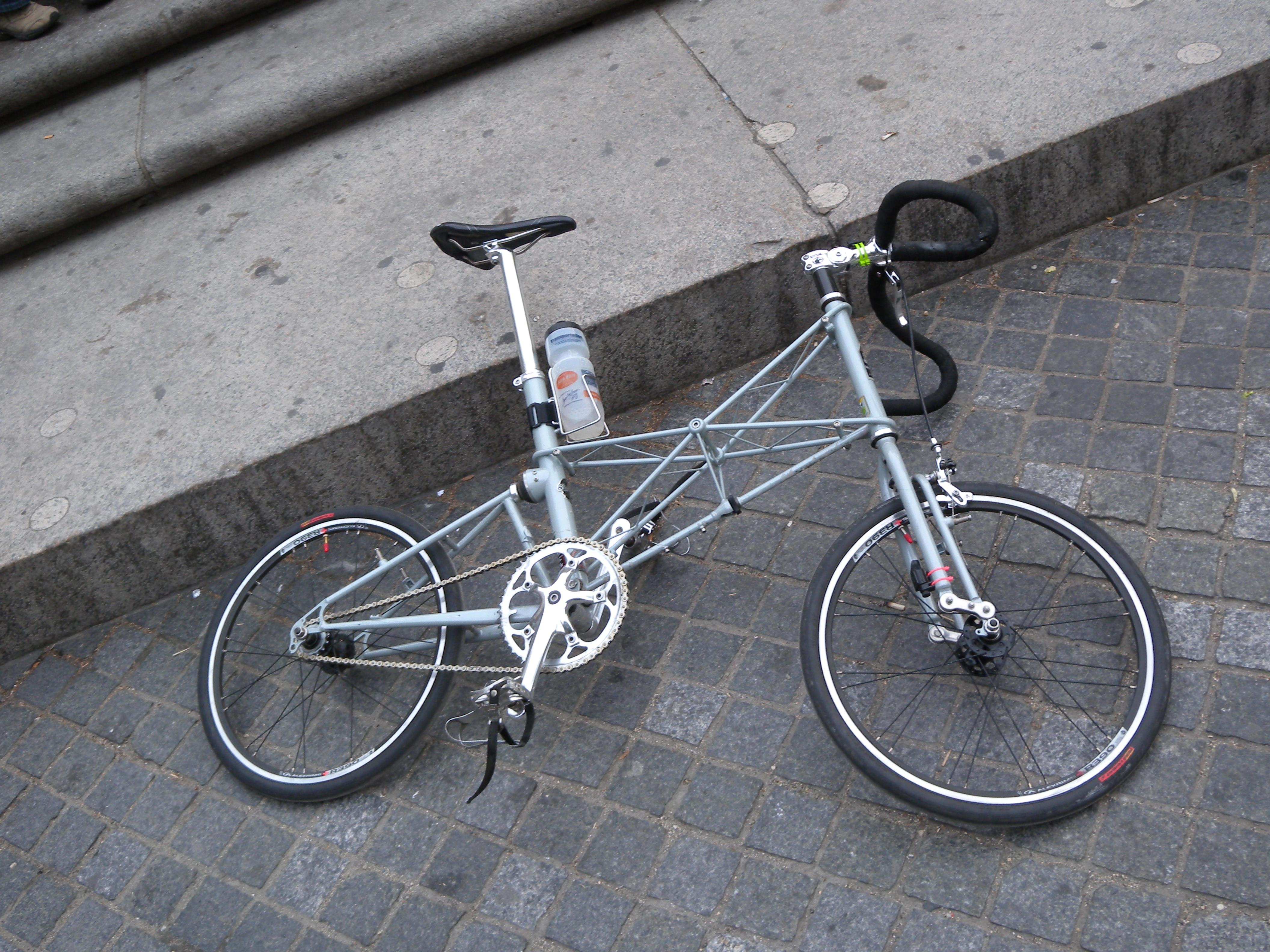
Gitterrahmen eines Moulton Fahrrades

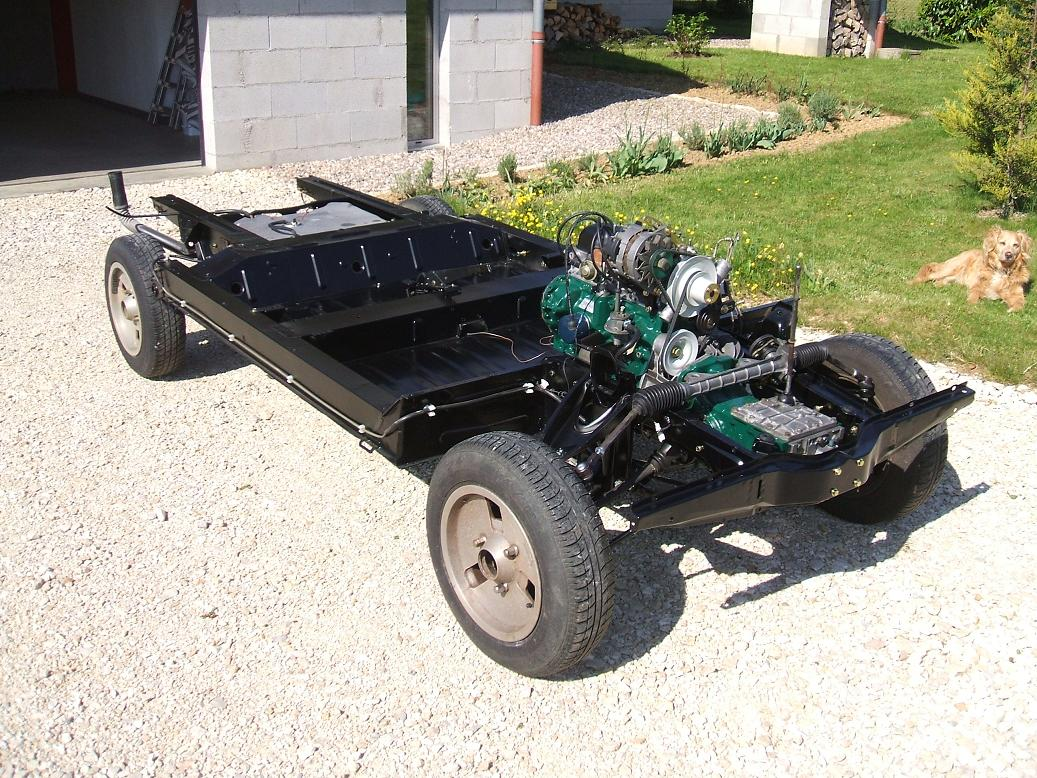
Plattformrahmen eines Renault 4

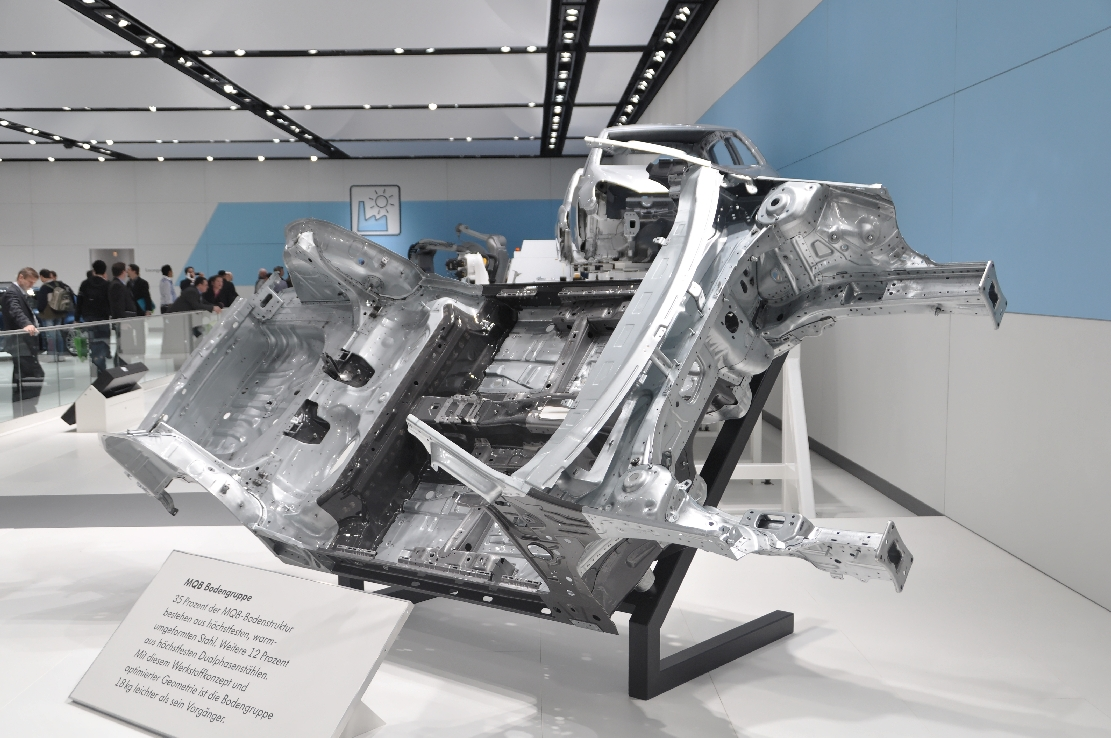
Monocoque von VW

Als Fahrgestell, Fahrzeugrahmen, Rahmen, Chassis oder Untergestell werden die tragenden Teile von Straßenfahrzeugen bezeichnet. Tragende Teile haben die Funktion, den Antrieb, die Karosserie und die Nutzlast zu tragen und gegen äußere Krafteinwirkungen zu stabilisieren. Bei Fahrzeugen mit selbsttragender Karosserie entspricht das Fahrgestell der Bodengruppe.
Am Fahrgestell sind die Radaufhängungen, alle wesentlichen Antriebselemente wie Getriebe und Motor, gegebenenfalls die Karosserie oder Transportgutbehälter und Anhängerkupplungen befestigt. Fahrgestelle mit eingebautem Fahrwerk und Antriebsstrang können auch ohne Karosserie fahrtüchtig sein („rolling chassis“).

## Bauformen
- Leiterrahmen: zwei mit Querholmen verbundene Längsträger aus offenen Profilen (bis in die 1950er Jahre weit verbreitet, heute typisch für Lastwagen). Der Leiterrahmen hat den Vorteil, dass mit geringem Aufwand die Gesamtfahrzeuglänge, der Radstand und der hintere Überhang variiert werden können. Anbauteile wie Tanks können an verschiedenen Stellen des Rahmens befestigt werden.[1]
- Kastenrahmen: wie Leiterrahmen, aber aus geschlossenen Profilen (Rohren), verwindungssteifer als Leiterrahmen, für Ganzstahlkarosserien geeignet.
- Gitterrahmen: räumliches Fachwerk (Stäbe nur auf Zug und Druck beansprucht) üblicherweise aus Rohren (Motorräder, Sportwagen – meistens aus Kleinserienproduktion).
- Zentralrohrrahmen: ein rundes Rohr oder ein Kasten aus Blech in der Längsachse (Tatra, VW Käfer, VW Typ 3, Lotus Elan, Steyr-Puch Haflinger)
- Plattformrahmen: eine mit geschlossenen Profilen verstärkte Bodenplatte trägt das Fahrwerk und die Karosserie (Renault 4).
- „Space Frame“: Stabwerk (Teile auch auf Biegung und Schub beansprucht) aus Rohren, das durch geeignete Verbindungen, mittragende Bleche, aber auch eingeklebte Fensterscheiben ausgesteift wird. (Chrysler Airflow, AWS Shopper, Audi A8, Audi A2)
- Selbsttragend, auch Schalenbauweise oder Monocoque genannt: Der derzeit übliche Aufbau im Pkw-Bau. In der Regel aus punktgeschweißtem Blech, ist direkt mit dem Fahrwerk verbunden und überträgt alle einwirkenden Kräfte selbst. Gelegentlich werden an den Achsen Hilfsrahmen (Fahrschemel) verwendet.

Nicht alle Bauarten lassen sich eindeutig zuordnen, da beispielsweise Bodenbleche ein geschlossenes Erscheinungsbild bewirken, aber für die Funktion des Fahrgestells entbehrlich sein können. So besteht der Rahmen des Citroën 2CV aus zwei Längsträgern mit Querholmen wie ein Kastenrahmen, ist aber zwischen den Achsen mit Blechen oben und unten verschlossen wie ein Zentralrohrrahmen.
Lastkraftwagen, deren Fahrzeugaufbau weit hinunter zum Boden reicht, werden auch mit Mittelrohrfahrgestellen gebaut.
Faltautos haben ein faltbares Chassis.

## Werkstoffe
Die meisten Rahmen werden aus Stahl hergestellt. Bei Fahrrädern und Motorrädern sind auch Rahmen aus Aluminiumlegierungen verbreitet. Außerdem kommen auch Verbundwerkstoffe zum Einsatz, vor allem im Motorsport.